# Коњодор
Коњодор је насељено место у Босни и Херцеговини у општини Бужим. Административно припада Федерацији Босне и Херцеговине, односно њеном Унско-санском кантону. Према попису становништва из 2013. у насељу је било 2.143 становника, а већинску популацију чинили су Бошњаци.

## Становништво
По последњем службеном попису становништва из 2013. године у овом насељу живело је 2.143 становника, а село је било етнички хомогено са већинском бошњачком популацијом.
| Националност | 2013. | 1991.          | 1981.          | 1971.          |
| Бошњаци      | —     | 1.746 (99,09%) | 1.611 (99,57%) | 1.235 (98,80%) |
| Срби         | —     | 4 (0,23%)      | 1 (0,06%)      | 3 (0,24%)      |
| остали       | —     | 12 (0,68%)     | 6 (0,37%)      | 12 (0,96%)     |
| Укупно       | 2.143 | 1.762          | 1.618          | 1.250          |